# Баранов, Анатолий Юрьевич
Анато́лий Ю́рьевич Бара́нов (род. 18 декабря 1959, Москва) — российский журналист, политолог и политтехнолог, публицист, политик левого толка. Главный редактор интернет-ресурса «Форум.мск», а в 2003—2007 гг. — официального сайта КПРФ.
Член Президиума ЦК Объединённой коммунистической партии и её секретарь ЦК по информационной политике. Депутат общественного объединения «Национальная ассамблея Российской Федерации».

## Биография
Окончил школу № 6 в Химках.
Получил медицинское образование (вспоминал, что в 1978 году был "мальчишкой-первокурсником").
Журналистскую карьеру начал в газете «Московский комсомолец», где с середины 1980-х до 1991 года прошел путь от корреспондента до редактора отдела экономики.
В 1988 году принимал участие в ликвидации последствий землетрясения в Армении, вместе с коллективом ереванской "молодежки" выпускал бесплатную газету "Надежда", где публиковались данные тысяч детей, потерявшихся в ходе ликвидации и эвакуации.
В 1990—1992 — руководитель пресс-службы Моссовета. Издавал общественно-политическую газету «Ступени», которая была закрыта после событий 1993 года. 
В 1993—1996 — специальный корреспондент, обозреватель, редактор отдела информации газеты «Правда».
В 1996—1998 — заместитель главного редактора газеты «Правда-5». Лауреат премии Международной конфедерации журналистских союзов (премия имени Холодова) за участие в событиях в Будённовске (был одним из добровольных заложников у террористов). Участвовал в боевых действиях на таджикско-афганской границе, награждён медалью и почетным знаком ФПС РФ. (Вспоминал спустя годы: "Мне самому приходилось много ездить в Таджикистан. Большего количества трупов и крови... ну, только во время армянского землетрясения. Но там в 88-м году была стихия, а здесь все рукотворно".) Был первым журналистом, выигравшим суд по иску тогдашнего мэра Москвы Ю. Лужкова; события тогда развернулись вокруг статьи «Война и мир товарища мэра». Позже выиграл суд по иску В. Ресина.
В эти же годы вёл общественно-политическую радиопрограмму в ТРК «Резонанс».
В 1994—1999 — помощник депутатов Государственной Думы Геннадия Селезнёва, Геннадия Ходырева, Юрия Маслюкова.
В 1998—2000 — директор по общественным связям РСК «МиГ».
В 2000 — автор и ведущий программы на петербургском ТВ.
В 2000—2003 заместитель главного редактора, ответственный секретарь еженедельника «Независимое обозрение».
В 2002 приобрёл сайт Forum.msk.ru.
С мая по октябрь 2003 — помощник (пресс-секретарь) заместителя председателя Правительства России, курировавшего промышленность, Бориса Алёшина.
С октября 2003 по 2007 — главный редактор официального сайта КПРФ. 
В июле 2007 Центральная контрольно-ревизионная комиссия КПРФ обвинила Баранова в «неотроцкизме», в частности в том, что он использует интернет-ресурсы «в целях дискредитации программных установок КПРФ». Осенью 2007 вышел из КПРФ, выдвигался кандидатом в Госдуму от Партии социальной справедливости.
Депутат общественного объединения «Национальной ассамблеи РФ».
11 сентября 2010 избран секретарём по информационному развитию Центрального совета партии «Родина: здравый смысл».
В конце 2011 года на акции протеста (см. Протестное движение в России (2011—2013)) был арестован и избит.
Участвовал в выборах в мэры Химок 14 октября 2012 (выдвинул его Московский областной комитет партии "Коммунисты России") и занял 10-е место среди 13 кандидатов, получив 0,74 %, всего 327 голосов избирателей.
До 2012 года член Совета и исполкома Левого фронта. Член «антизюгановского» МГК КПРФ. В настоящее время — член Объединённой коммунистической партии (ОКП), член Президиума ЦК, секретарь ЦК по информационной политике. Был избран секретарём ЦК ОКП на II Пленуме ЦК ОКП 27 сентября 2014 года. В Росбалте в 2018 году его назвали  «ветераном коммунистического движения». 
В последнее время регулярно выступает в качестве эксперта в телевизионных программах "Место встречи" (НТВ), «60 минут» на телеканале «Россия-1», ток-шоу «Время покажет», ток-шоу «ПРАВ?ДА!» (ОТР), но при этом посещает и радиостанцию "Свобода", youtube-каналы Максима Калашникова, программу С.Веселовского на "NewsFront". 
Приобрел YouTube-канал "Социал ЗА" (296 тысяч подписчиков), где регулярно выступает на политические и социальные темы. 
Автор книг «Аромат гниения», роман-фельетона «Новейшая история города Глупова», «Теневой кабинет оппозиции» (в соавторстве с М. Делягиным и А. Суриковым под редакцией Ю. Маслюкова). Автор произведений в сборнике рассказов «Билет в Америку» совместно с Михаилом Поповым, Андреем Гусевым и др.
Объектами сатиры Баранова не раз были первые лица государства.
Сторонник рыночного социализма.

## Творческая манера
Баранов — яркий представитель нонконформистской, разоблачительной, преследующей журналистики. Его претенциозный публицистический стиль отличает выраженная сатирическая направленность в широком диапазоне: от лёгкой иронии и двусмысленного юмора до шокирующего фельетонного стёба, от репризы и афоризма до гротеска и памфлета, насыщен сложной метафорикой и гиперболизацией, с использованием жёсткого, часто сексуализированного сленга, неожиданных, порой провокационных ассоциативных ходов, парадоксальных исторических и литературных аналогий. Вместо заключительной точки предполагает эффектный, но открытый финал, оставляющий читателю пространство для самостоятельных размышлений.

## Личная жизнь
Имеет двоих взрослых сыновей. Дважды был женат. Супруга Галина Пилявская (известна как астролог Лина Саванская) скончалась 17 июня 2018 года. Первая супруга Ирина Баранова, врач, заведующая отделением в ДГКБ №6 Москвы, умерла 19 августа 2018 года. 
В художественных кругах известен как многолетний коллекционер произведений искусства.

## Образ в художественной литературе
Послужил прототипом журналиста Анатолия Овцова в романе Сергея Амана «Журналюги».
Также его образ под именем политолога Анатолия Баринова выведен в книге «Мир по Новикову» московского писателя Андрея Гусева. Кроме того — в романах Дмитрия Чёрного «Поэма столицы» и «ВремяВспять».

## Отличия
Лауреат премии Международной конфедерации журналистских союзов (1995), "Журналист 1995 г." по номинации Синих страниц России; награжден медалью "850 лет Москвы", отмечен IV ежегодной национальной журналистской премией в номинации "Открытие года".
Номинант на «Редактора года» РОТОР 2008.